# Боз Гурд (футбольный клуб)
«Боз Гурд» Самух (азерб. «Boz Qurd» Samux Futbol Klubu) — советский и азербайджанский футбольный клуб из города Самух (бывшее Набиагалы). Был основан в 1990 году.

## История клуба

### Советский период
Клуб был создан в 1990 году под названием «Кюр» Самух. В чемпионатах СССР участия не принимал.

### Новая история
В 1992 году, после провозглашения независимости и началом проведения первого национального чемпионата, клуб удачно первенствовал в первой лиге Азербайджана под новым названием - «Боз Гурд» Самух, заняв 2 место и получив право выступить в следующем году в элите.
Дебютировав в 1993 году в высшей лиге самухцы заняли 9 место, сохранив за собой право остаться в высшем дивизионе. Лучшим бомбардиром самухцев стал Гасан Абдуллаев, с 6 забитыми мячами. Однако по окончании сезона клуб приостановил свою деятельность из-за финансовых трудностей.

## Статистика

### Чемпионат Азербайджана
| Сезон | Дивизион        | М | Игр | Поб | Нич | Пор | М       | О  |
| ----- | --------------- | - | --- | --- | --- | --- | ------- | -- |
| 1992  | Первый дивизион | 2 | 18  | 11  | 5   | 2   | 34 - 9  | 27 |
| 1993  | Премьер-лига    | 9 | 18  | 4   | 6   | 8   | 19 - 30 | 14 |

### Кубок Азербайджана
| Сезон | Этап       |
| ----- | ---------- |
| 1993  | 1/8 финала |

## Бывшие футболисты
Список игроков клуба в 1993 году.
| - Аббасов Габил - Абдуллаев Гасан - Алекберов Эльшад - Алиев Агиль - Алиев Фахраддин |  | - Амрахов Шакир - Багиров Самандар - Велиев Васиф - Вердиев Нариман - Гасанов Махир |  | - Гасанов Мехмандар - Гасымов Рашад - Гафаров Халык - Гусейнов Камаль |  | - Кегерманов Азер - Мамедов Аждар - Мамедов Княз - Марданов Камиль |  | - Наджиев Фирдовси - Новрузов Мардан - Рзаев Рауф - Халилов Джейхун - Халилов Рагиф |

## Достижения
- Серебряный призёр Первой Лиги Азербайджана 1992 года.